# SpaceX CRS-25
SpaceX CRS-25, також відома як SpX-25 — 25-та місія вантажного космічного корабля Dragon до Міжнародної космічної станції, запуск якої відбувся 15 липня 2022 року. Це 5-й запуск ракети-носія компанії SpaceX у рамках другої фази контракту Commercial Resupply Services (2016 року) з компанією НАСА.

## Хід місії
Спочатку запуск місії був запланований на 10 червня 2022 року, проте інженери зафіксували підвищений рівень парів гідразину, коли корабель вже перебував на стартовому майданчику. Тому NASA і SpaceX відклали запланований старт на 28 червня. Згодом дату запуску знову перенесли — спочатку на 11 липня, а потім на 15 липня — щоб дати час замінити частину апаратного забезпечення та провести подальші перевірки.
Запуск здійснено 15 липня 2022 о 00:44:22 (UTC).
Стикування з МКС відбулось 16 липня 2022 о 15:21 (UTC).
Корабель від'єднався від МКС 19 серпня 2022 року о 15:05 (UTC) та 20 серпня о 18:53 (UTC) успішно приводнився в Атлантичному океані. Він повернув на Землю понад 4000 фунтів вантажу, серед якого переважно результати наукових експериментів..

## Корисне навантаження
На борту корабля перебуває 2630 кг вантажу, який містить переважно наукове обладання.
- Обладнання для NASA Glenn Research Center.
- Обладнання в межах студентської програми дослідження космосу (Student Spaceflight Experiments Program). Доставлено обладання для другої місії програми під керівництвом Мальти, спрямованої на вивчення зразків мікробіомів шкіри при діабетичній виразці.
- EMIT — прилад для дослідження мінерального пилу, який буде встановлено для відстеження пилових бурь і боротьби зі зміною клімату.
- Акумулятор, який замінить замінить старий на фермі S6.
- Два нових скафандри для виходу у відкритий космос на заміну старим.

Малі супутники (CubeSat):
- TUMnanoSAT — перший штучний супутник Молдови, побудований Технічним університетом Молдови
- BeaverCube — Массачусетський технологічний інститут
- CLICK A — Массачусетський технологічний інститут
- CapSat-1 — The Weiss School, приватна школа для обдарований дітей (США)
- D3 — Embry–Riddle Aeronautical University, Daytona Beach (США)
- FUTABA — Технологічний інститут Кюсю (Японія)
- HSU-SAT-1 — Інститут дослідження людського щастя (Японія)
- JAGSAT — Університет Південної Алабами (США)